# Volnsberg

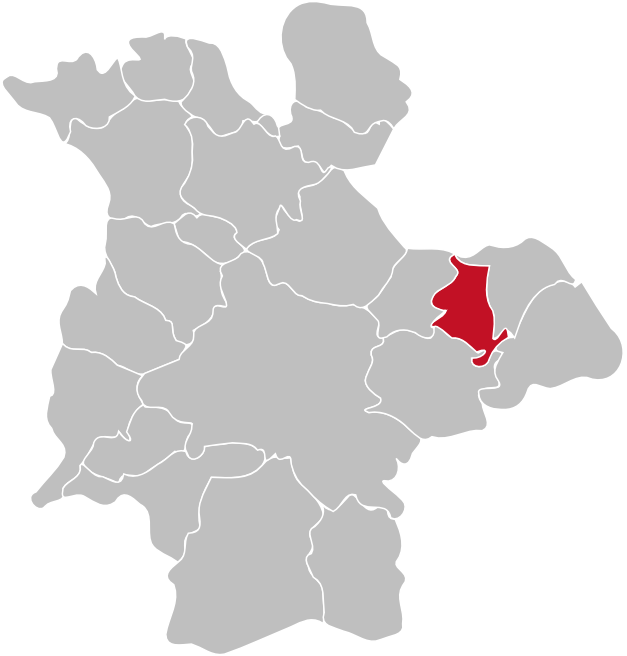
Os bairros da cidade de Siegen e a localização de Volnsberg (em vermelho)

Volnsberg é um bairro (Stadtteil) da cidade de Siegen, na Alemanha. Ele localiza-se no vale do riacho Mühlenbach, um afluente do breitenbach, a uma altura de 330 a 400 m.
O mais antigo documento a mencionar Trupbach - então uma aldeia independente - data de 1404. Antes da reforma territorial de 1° de julho de 1966, Volnsberg pertenceu à associação de municípios independentes (Amt) de Weidenau. Com a reforma, a localidade foi incorporada à cidade de Siegen.
O bairro encontra-se no distrito municipal (Stadtbezirk) III (Leste) da cidade de Siegen e faz fronteira com as seguintes localidades: ao norte, a cidade de Netphen; a leste, o bairro de Breitenbach; a sudeste, o bairro de Feuersbach; ao sul, o bairro de Kaan-Marienborn; a oeste, o bairro de Bürbach. O bairro contava com uma população de apenas 239 habitantes em 31 de dezembro de 2015, sendo o bairro menos povoado da cidade de Siegen.